# معركة أنطاكية على مينيدر
كانت معركة أنطاكية على مينيدر (المعروفة أيضًا باسم معركة العشير) اشتباكًا عسكريًا بالقرب من أنطاكية على مينيدر بين قوات إمبراطورية نيقية و‌دولة سلاجقة الروم. ضمنت الهزيمة التركية استمرار هيمنة نيقية على ساحل بحر إيجة في آسيا الصغرى. قُتل السلطان السلجوقي كيخسرو الأول في ساحة المعركة. وقعت المعركة بالقرب من بلدة يامالاك الحديثة في منطقة كويوجاك في مقاطعة أيدين.

## خلفية
بعد الاستيلاء على القسطنطينية من قِبل قوات الحملة الصليبية الرابعة (1204) وتقسيم الإمبراطورية البيزنطية، توج ثيودور الأول لاسكاريس (1205-1222) إمبراطورًا في عام 1208، وبنى قاعدة قوة في المنطقة الغربية البيزنطية السابقة. الأناضول. كان من المقرر أن يُعرف هذا النظام الجديد باسم إمبراطورية نيقية. كانت نيقية واحدة من الدول الخلفاء اليونانية الرئيسية التي ادعت تراث الإمبراطورية البيزنطية، وكانت الدول الخلف الأخرى هي ديسبوتية إبيروس و‌إمبراطورية ثيسالونيكة في غرب اليونان. كانت نيقية مهددة من الشمال من قِبل الإمبراطورية اللاتينية الجديدة التي أسسها الصليبيون، ومن الشرق من قبل دولة سلاجقة الروم.
انزعج السلام مع السلاجقة من خلال وصول الإمبراطور البيزنطي السابق ألكسيوس الثالث (1195-1203) إلى ميناء أنطاليا في أوائل عام 1211. تم وصف الأحداث اللاحقة بشيء من التفصيل من قِبل عدد من المصادر شبه المعاصرة، وعلى رأسها المؤرخان ابن الأثير و‌ابن بيبي من الجانب السلجوقي وتاريخ جورج أكروبوليت ونكيفوروس جريجوراس من الجانب البيزنطي، بالإضافة إلى مراجع في سجلات أخرى وخطب على شرف ثيودور لاسكاريس لنيكيتاس تشونيتس.
كان ألكسيوس قد فر من القسطنطينية عند اقتراب الصليبيين عام 1203، لكنه لم يتنازل عن حقوقه في العرش، وكان مصممًا على استعادته. في 1203-1205، كان قد تجول في جميع أنحاء اليونان، للحصول على دعم من النبلاء المحليين الأقوياء، قبل أن يتم أسره من قبل بونيفاس من مونتفيرات، واحتجازه في الأسر حتى حُرر بواسطة فدية من قِبل ابن عمه الأول، مايكل من إبيروس، في 1210 على الرغم من أن ثيودور لاسكاريس كان صهر ألكسيوس، بعد أن تزوج ابنته آنا، عقد ألكسيوس العزم على طلب مساعدة السلطان السلجوقي، كيخسرو الأول (حكم من 1192 إلى 1196 و 1205 إلى 1211)، الذي كانت تربطه به علاقات وثيقة: ألكسيوس قام بإيوائه في القسطنطينية أثناء نفي الأخير، وادعى جورج أكروبولتس أن الاثنين هربا معًا من القسطنطينية عام 1203.
استقبل السلطان ألكسيوس بحرارة، ووعده الإمبراطور المخلوع، بعد تذكير السلطان بالعافية التي أعطاها له، بمكافآت كبيرة إذا كان سيساعده في إعادته إلى عرشه. كيخسرو، بعد أن وجد في دعم قضية ألكسيوس ذريعة مثالية لمهاجمة إقليم نيقية، أرسل مبعوثًا إلى ثيودور في نيقية، داعياً إياه إلى التخلي عن نطاقاته للإمبراطور الشرعي. رفض ثيودور الرد على مطالب السلطان، وجمع السلطان جيشه وغزا مناطق لاسكاريس.

## المعركة

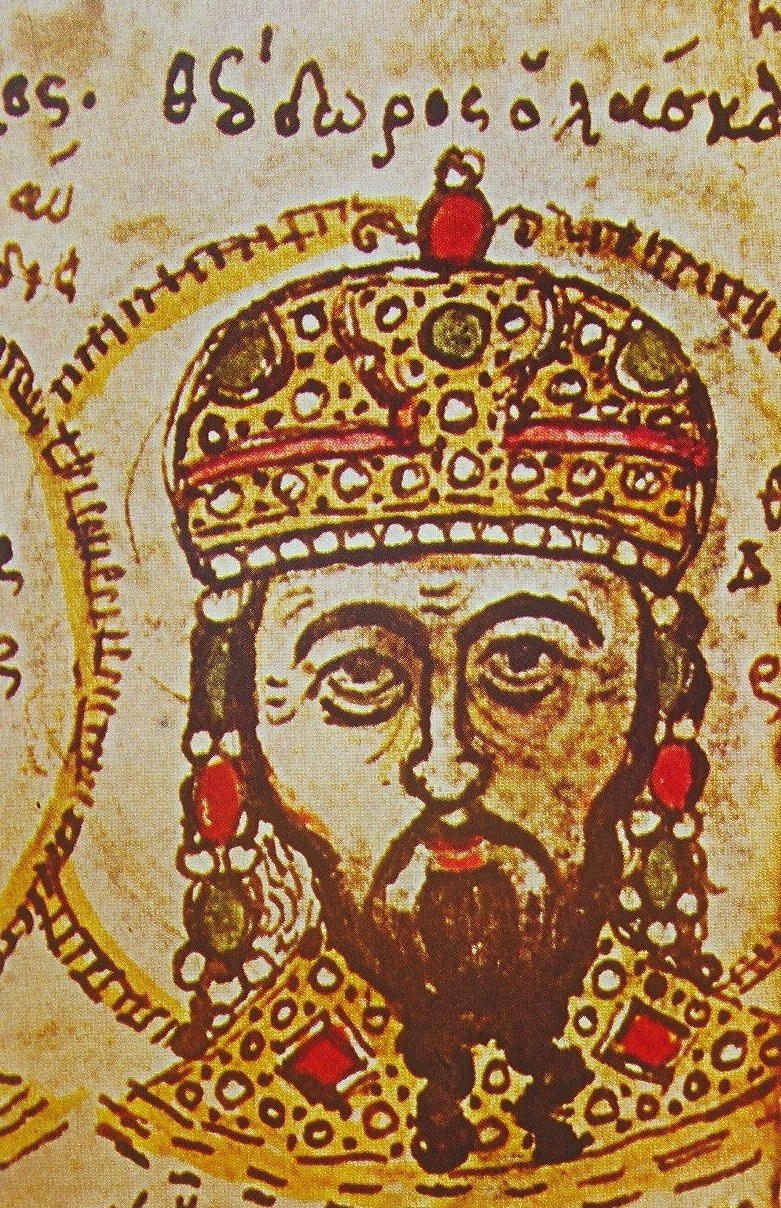
ثيودور الأول لاسكاريس (حكم من 1205 إلى 1222)، مخطوطة من القرن الخامس عشر.

قام جيش كيخسرو، مع ألكسيوس الثالث، بحصار أنطاكية على مينيدر، الذي كان يأمل في استخدامه كقاعدة لإخضاع بقية وادي مينيدر. حجم القوة السلجوقية غير معروف. يقدر كاتب سير القديسين جورج من بيلاجونيا في كتابه عن سير القديسين العدد بـ 60 ألفًا، ومن الواضح أنه رقم مستحيل، وحتى أن جريجوراس البالغ 20 ألفًا يبدو مبالغًا فيه. ومع ذلك، من الواضح أنها كانت قوة أكبر بكثير مما تمكن ثيودور من حشده معًا: فقد وضع كل من جريجوراس وأكروبولتيس عددهم 2000 رجل (3000 وفقًا لجورج بيلاجونيا)، منهم 800 لاتيني(1) والباقي يونانيون بيزنطيون. لاسكاريس سار جيشه من نيقية على جبل أولوداغ وصلت فيلادلفيا في أحد عشر يوما (في الواقع، أطلق المؤرخون السلجوقيون اسم فيلادلفيا على أنطاكية كموقع للمعركة.) هناك علم أن أنطاكية على وشك السقوط، وقاد جيشه في مسيرة إجبارية نحو المدينة، وتخلص من جميع الأمتعة باستثناء حصص الإعاشة لبضعة أيام.
وفقًا لغريغوراس، كان لاسكاريس ينوي القبض على الأتراك على حين غرة من خلال نهجه السريع، لكن أكروبوليتيس ذكر أن حاكم نيقية أرسل سفير كيخسرو، الذي كان قد اصطحبه معه، لإبلاغ سيده بوصوله. بدا السلطان في البداية مرتابًا، لكنه تخلى في النهاية عن الحصار وشكل قواته للمعركة. كان الأتراك مقيدون بضيق الوادي ولم يتمكنوا من نشر قوتهم الكاملة، وخاصة سلاح الفرسان. ومن ثم، قرر السلطان انتظار هجوم نيقية بدلاً من ذلك. مع اقتراب الجيش النيقي من الأتراك، شن سلاح الفرسان المرتزقة اللاتينيين التابعين للاسكاريس هجومًا متهورًا على المركز التركي؛ تسبب هجومهم في وقوع العديد من الضحايا في صفوف الأتراك، ولا سيما الرماة والقنابل المسلحين بأسلحة خفيفة، حيث كان الفرسان يتقدمون عبر تشكيلاتهم ثم يتراجعون ويدفعونهم مرة أخرى من الخلف. ومع ذلك، سرعان ما تمكن كيخسرو من استعادة الانضباط بين قواته، التي اهتزت من الهجوم اللاتيني المفاجئ، واستخدم أعداده المتفوقة لمحاصرة وإبادة اللاتين. ثم انقلب الأتراك على بقية جيش نيقية، الذي بدأ في التراجع والانفصال بعد أن تكبد خسائر.
كما تروي المصادر، في لحظة النصر هذه، سعى السلطان السلجوقي إلى البحث عن لاسكاريس، الذي تعرض لضغوط شديدة من قِبل القوات التركية المهاجمة. هاجم كيخسرو عدوه وضربه بقوة على رأسه بصولجان، حتى أصيب الإمبراطور النيقي بالدوار وسقط من على حصانه. كان كيخسرو يعطي أوامره بالفعل لحاشيته بإبعاد لاسكاريس، عندما استعاد الأخير رباطة جأشه وجلب كيخسرو إلى أسفل من خلال اختراق الأرجل الخلفية لحامله. كما سقط السلطان على الأرض وقُطع رأسه. تم تعليق رأسه على رمح ورفع عالياً ليراه جيشه، مما تسبب في ذعر الأتراك والتراجع. ليس من الواضح من الذي وجه الضربة القاتلة إلى السلطان: ينسب تشونيتس وجريجوراس هذا العمل إلى لاسكاريس نفسه، وابن بيبي إلى مرتزق فرنجي مجهول؛ يقول أكروبولتيس أنه لا الإمبراطور ولا الحاضرين معه رأوا من فعل ذلك، بينما يزعم جورج من بيلاجونيا أن كيخسرو وليس لاسكاريس كان غير مفروض أولاً، وأن أحد الحاضرين للإمبراطور قطع رأسه. على الرغم من تراجع الأتراك، كما يُزعم، بسرعة، إلا أن الجيش النيقي كان مستنفدًا في الأعداد لدرجة أنه لم يتمكن من السعي وراءه.

## ما بعد المعركة
وبهذه الطريقة انتزع لاسكاريس النصر من بين فكي الهزيمة، على الرغم من أن جيشه كان على وشك التدمير في هذه العملية. أنهت المعركة التهديد السلجوقي: أبرم كيكاوس الأول، ابن كيخسرو وخليفته، هدنة مع نيقية في 14 يونيو 1211، وستظل الحدود بين الدولتين دون منازع تقريبًا حتى ستينيات القرن الثاني عشر. كما تم القبض على الإمبراطور السابق ألكسيوس، والد زوجة لاسكاريس، خلال المعركة. عامله لاسكاريس جيدًا لكنه جرده من شارته الإمبراطورية وأرسله إلى دير هياكينثوس في نيقية، حيث أنهى أيامه.
بعد المعركة، حمل الأتراك جثة سلطانهم إلى قونية، حيث دفن في ضريح الأسرة الحاكمة. يقول ابن بيبي أن ثيودور لاسكاريس أعطى 20000 درهم لتوزيعها في جنازة السلطان كصدقة.
حررت المعركة نيقية من الضغط السلجوقي، لكن جيش لاسكاريس عانى من خسائر فادحة. على وجه الخصوص، تم تدمير سلاح الفرسان المرتزقة اللاتيني الفعال للغاية، على الرغم من قوته. نتيجة لذلك، لم يستطع لاسكاريس الدفاع عن أراضيه بشكل كاف من هجوم من قِبل الإمبراطورية اللاتينية في القسطنطينية؛ بعد هزيمته في معركة رينداكوس، اضطر إلى التنازل عن بعض الأراضي المطلة على بحر مرمرة. تم تعويض النيقيون عن هذه الخسارة الإقليمية عندما سمح موت ديفيد كومنينوس في عام 1212 بضم أراضيه في بافلاغونيا.
أعطى الانتصار في أنطاكية على الطريق السريع لاسكاريس مكانة كبيرة، وأنهى القبض على ألكسيوس المعارضة الداخلية لحكمه. كانت المعركة آخر مواجهة كبيرة بين السلاجقة والبيزنطيين. في النهاية، فشل السلاجقة في الاستيلاء على كل آسيا الصغرى. ومع ذلك، على الرغم من أن إمبراطورية نيقية ستقوى (على حساب اللاتين) وأن السلاجقة سيضعفون، فإن الأتراك، تحت القيادة العثمانية، سوف يغزون في نهاية المطاف آسيا الصغرى البيزنطية بعد ما يزيد قليلاً عن 100 عام.